# Евгений Рис
Евгений Рис (на руски: Евгений Рысс) е руски съветски журналист, драматург, сценарист и писател, автор на произведения в жанровете драма, криминален роман, научна фантастика, приключенски роман, публицистика и детска литература.

## Биография и творчество
Евгений Самойлович Рис е роден на 21 август 1908 г. в Харков, Украйна, в семейството на инженера Самуил Борисович Рис. Прекарва детството си в Ростов на Дон, завършва основното си образование в училище в Ленинград.
През 1924 г. (на 16 години) постъпва във Висшите държавни курсове по история на изкуството в Държавния институт по история на изкуствата. Завършва 3 курса от обучението и започва да обикаля страната, като работи във вестниците във Владикавказ, Баку, Бухара, Самарканд и Ташкент. След завръщането си в Ленинград продължава следването си, но не го завършва.
Работи като фейлетонист във вестник „Червен вечерен вестник“, а от началото на 30-те години работи в Комсомолския сатиричен театър.
През 1928 г. дебютира в литературата като драматург с комедията „Двадесет и една опасности“ в съавторство с писателя Всеволод Воеводин. Първата им работа за деца е приключенската повест „Сляпият гост“ (1937), а през 1939 г. е издадена повестта им „Буря“.
По време на Втората световна война Евгений Рис е кореспондент на ТАСС, а Всеволод Воеводин е кореспондент в Балтийския флот. След войната всеки от тях започва да работи самостоятелно, като Евгений Рис се установява в Москва.
През 1945 г. е издаден романа му „На градските порти“, през 1946 г. излиза романа му „Момиче, което търси баща си“, а през 1951 г. – романът „Възпитаник на капитана“.
Пубиликува няколко произнедения в съавторство с писателите Леонид Рахманов и Иван Бодунов. Редица произведения на писателя са включени в алманасите за научната фантастика и приключенската литература за деца и младежи. Творбите му многократно са препечатвани, както и превеждани в други страни, а част от тях са екранизирани.
Евгений Рис умира на 5 май 1973 г. в Москва. Погребан е в гробището на град Химки.

## Произведения
частично представяне
- Двадцать одна опасность (1928) – с Всеволод Воеводин
- Сукины дети (1929) – с Всеволод Воеводин
- Небылицы (1930) – с Всеволод Воеводин
- Напрасные обиды (1940) – с Всеволод Воеводин
- Таинственный художник (1941) – разказ
- Слепой гость (1938) – с Всеволод Воеводин
- Буря (1939) – с Всеволод Воеводин
- У городских ворот (1945)
- Окно в лесу (1945) – с Леонид Рахманов
- Девочка ищет отца (1946)
- Воспитанник капитанов (1951)
- Шестеро вышли в путь (1959)
- Домик на болоте (1957) – с Леонид Рахманов
Къщичка сред блатата, изд.: „Народна култура“, София (1966), прев. Милка Минева
- Петька-сыщик (1960)
- Остров Колдун (1962)
- Охотник за браконьерами (1964)
- Приключения во дворе (1965)
- Чёрные вороны (1966) – с Иван Бодунов, повест
- Записки следователя (1966) – с Иван Бодунов
- Обрывок газеты (1966) – с Иван Бодунов, повест
- Украденная невеста (1968) – повест
- Пётр и Пётр (1972)
Признавате ли се за виновен?, изд.: „Отечество“, София (1976), прев. Милка Минева

### Документалистика
- Старообрядцы (1940) – с Всеволод Воеводин
- Завод-воин (1941) – очерк
- Люди нашего времени (1946)
- Происшествие в шестом классе (1955)
- Литература или кроссворд? (1966)
- Приключения и правда (1967)
- Война в лесу (1968)
- Плитка шоколада (1968)
- Жанр невиновен! (1971)
- Фантастика и наука (1971) – публицистика

### Екранизации
- Горячие денёчки (1934)
- Леночка и виноград (1934)
- Разбудите Леночку (1934)
- Приключения Корзинкиной (1934)
- Горячие денёчки (1935)
- Женитьба Яна Кнукке (1935)
- Девочка ищет отца (1959)
- Остров Колдун (1964)
- Охотник за браконьерами (1975)